# Wilson Simoninha
Wilson Simonal Pugliesi de Castro, mais conhecido como Wilson Simoninha (Rio de Janeiro, 6 de abril de 1964), músico, intérprete, compositor, produtor e diretor musical, Wilson Simoninha sempre esteve acompanhado pela música. É filho de Wilson Simonal.

## Biografia
Simoninha é filho de Wilson Simonal. Já realizou varias turnês internacionais por Estados Unidos, Europa e Ásia.
Produziu e realizou trabalhos solos e também projetos paralelos como por exemplo: O Baile do Simonal e Os Filhos dos Caras.
Simoninha foi diretor artístico do selo Trama, gravadora independente no ano 2000.
Além dos palcos, Simoninha também está à frente da produtora musical S de Samba (em sociedade com Jair Oliveira), onde criou canções publicitárias como "mostra sua força, Brasil" para o Itaú e "Vem pra Rua" para Fiat. A produtora já foi premiada em festivais como em Cannes 2019 onde ganhou mais 2 Leões de Bronze e 1 de Prata.
Em 2018, também ganhou um Kikito com seu irmão Max de Castro por melhor trilha sonora para o filme “Simonal” que conta a história do seu pai e de sua família no festival de Gramado.
Desde 2016, assumiu a direção musical do programa Domingão do Faustão.
Em setembro de 2019, lançou com seu irmão o “Novo Baile do Simonal” em São Paulo no Tom Brasil com a participação de Jorge Ben Jor, Maria Rita, Kell Smith e Mano Brown em uma noite memorável.
Também em setembro de 2019 participou pela sétima vez do festival Rock in Rio (5 edições no Brasil, uma em Portugal e uma em Las Vegas).
Durante o período de isolamento social, mantém o projeto "Na Minha Quarentena Eu Canto Assim", com lançamentos semanais. As releituras de “Palco”, gravação original de Gilberto Gil, e “Moro no Fim da Rua”, de Simonal, são algumas faixas já trabalhas. Também inclui singles inéditos.
Sempre se reinventando e sinônimo de qualidade e alegria. Abram as cortinas que a festa vais começar.
- 1999 - Artistas Reunidos
- 2000 - Volume 2 - Trama
- 2002 - Sambaland Club - Trama
- 2004 - Introducing Wilson Simoninha Live Sessions at Trama Studios
- 2005 - Simoninha Canta: Jorge Ben Jor
- 2008 - Melhor - S de Samba
- 2009 - Baile do Simonal
- 2013 - Alta Fidelidade - S de Samba
- 2020 - Na Minha Quarentena Eu Canto Assim

## Videografia
- 2004 - Introducing Wilson Simoninha Live Sessions at Trama Studios - Trama
- 2005 - MTV apresenta Simoninha Canta Jorge Ben Jor